# Maria Kawamura
Shigeyo Kawamura (jap. 川村 繁代 Kawamura Shigeyo; ur. 21 listopada 1961 w Tokio), bardziej znana jako Maria Kawamura (jap. 川村 万梨阿 Kawamura Maria) – japońska seiyū. Dawniej związana z Arts Vision. Jest żoną mangaki Mamoru Nagano.

## Wybrana filmografia
- 1985: Kidō Senshi Zeta Gundam
- 1989: Piotruś Pan jako Tygrysia Lilia i Luna
- 1990: Robin Hood jako Winnifred
- 1990: Samuraje z Pizza Kot jako Tokugawa Osako
- 1991: Rodzina Trappów jako Hedvic
- 1995: Slayers: Magiczni wojownicy jako Naga the White Serpent
- 1996: Zorro jako Lolita
- 1996: Kopciuszek jako Kopciuszek
- 1997: Pokémon jako Kanna